# Lange spinorchidee
De lange spinorchidee (Brassia arcuigera) is een orchideeënsoort. De soort komt van nature voor in Peru, Ecuador, Venezuela, Colombia, Panama, Costa Rica en Honduras.

## Kenmerken
De plant bloeit in het voorjaar. De bloemstengel groeit uit de basis van een afgeplatte schijnknol en draagt gedurende de bloeitijd 6–15 geurende bloemen. Opvallend aan de bloemen van de lange spinorchidee zijn de kelkbladen; deze kunnen uitzonderlijk lang worden (tot 20 cm). Aan dit laatstgenoemde kenmerk dankt de soort haar Nederlandse naam. De gehele plant (inclusief bloeiwijze) kan een lengte van 60 cm bereiken.

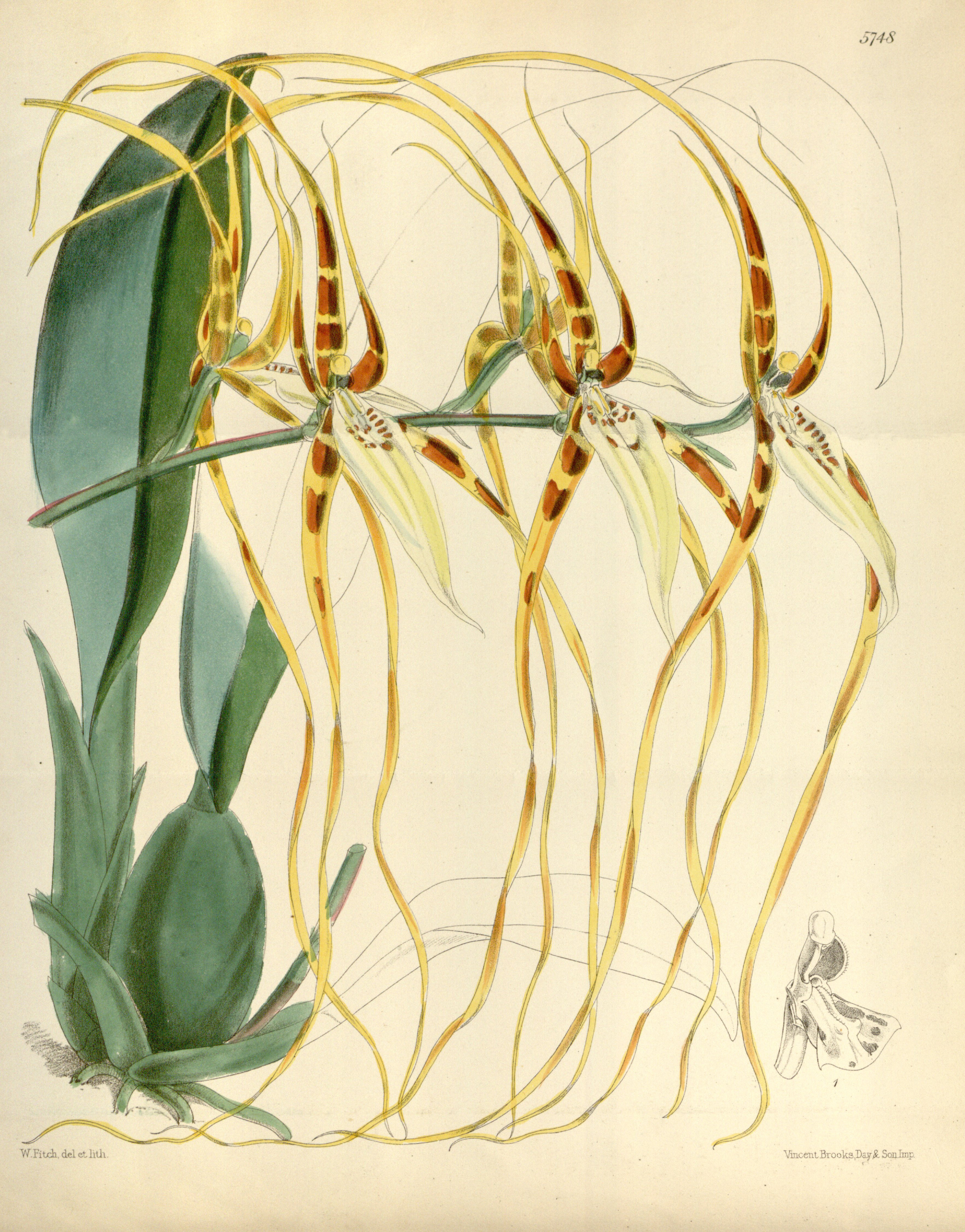
Botanische illustratie van Brassia arcuigera
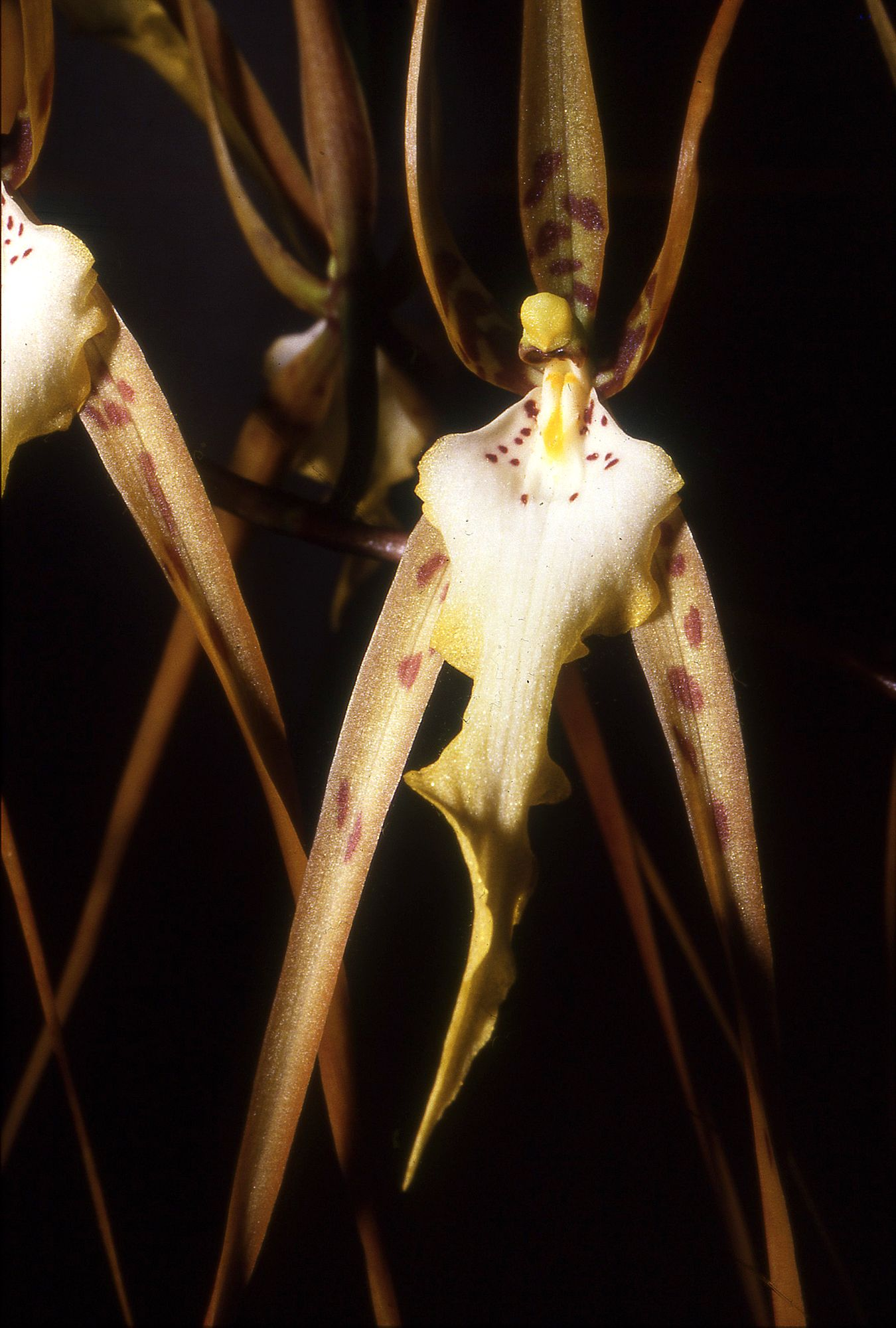
Close-up van de lip van Brassia arcuigera
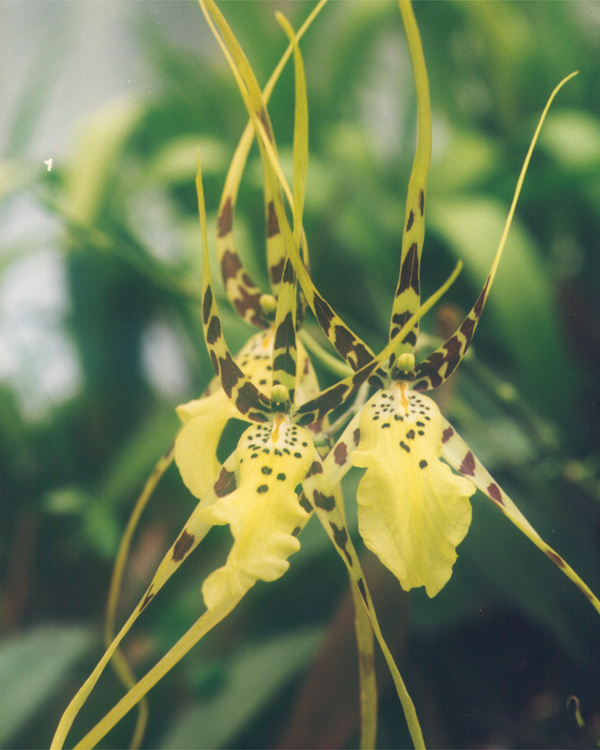
Brassia arcuigera × Brassia maculata (hybride)